# 팍사만

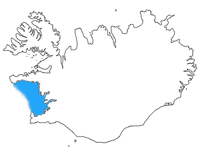
팍사만

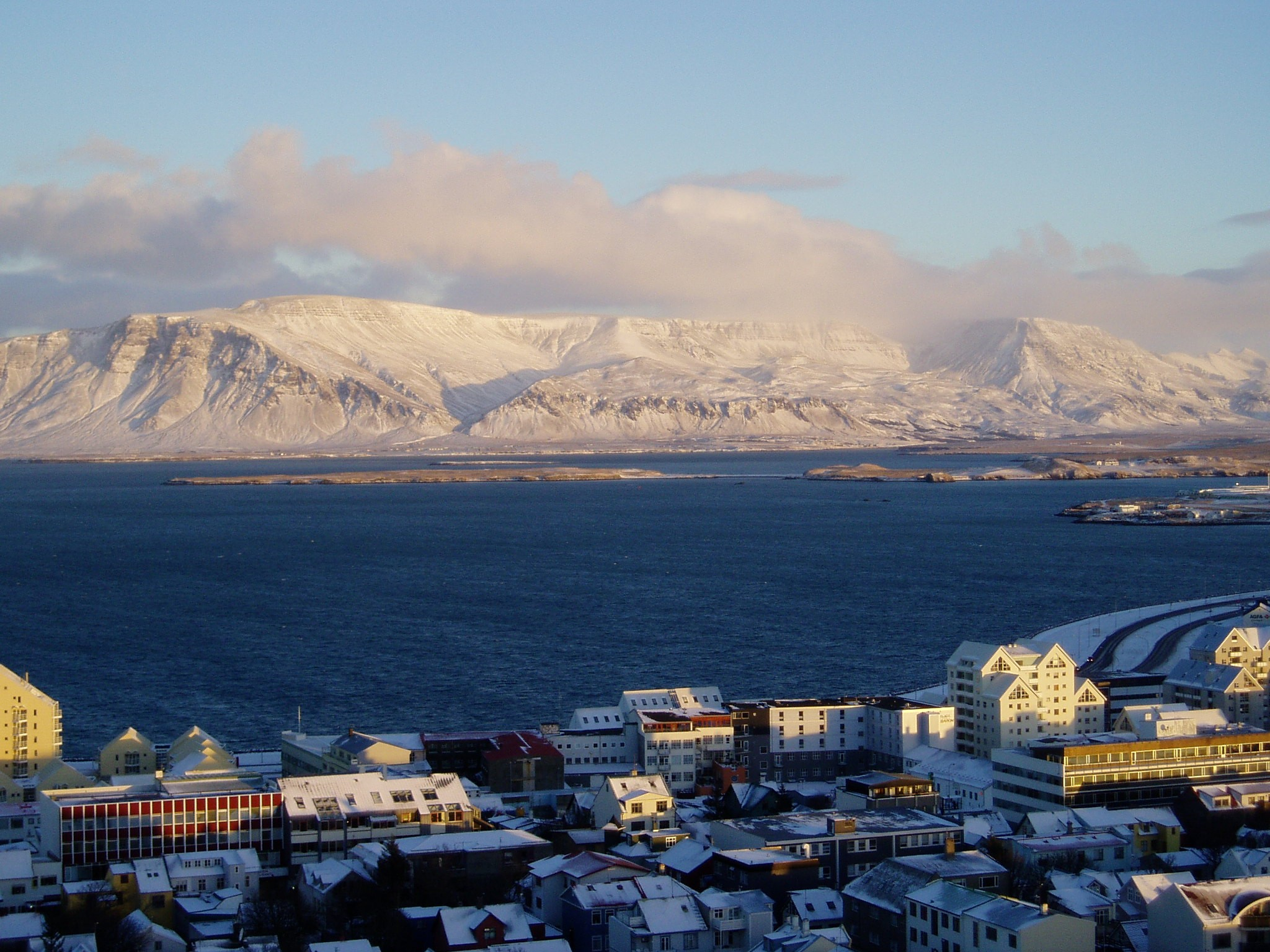
레이캬비크와 팍사만

팍사만(-灣, 아이슬란드어: Faxaflói 팍사플로이)은 아이슬란드 서부에 있는 만이다. 대서양을 향해 서쪽으로 뻗어 있으며, 북쪽으로 스나이펠스네스반도와 레이캬네스반도가 있다. 만 남동쪽에는 레이캬비크와 아크라네스가 있다. 해안 지역은 피오르드가 발달해 있다.